# 톰 로스쿠이
톰 로스쿠이(Tom Rosqui, 1928년 6월 12일 ~ 1991년 4월 12일)는 미국의 배우, 연극 배우, 텔레비전 배우이다.
오클랜드에서 태어났으며 로스앤젤레스에서 사망하였다. 사인은 암이다.

## 영화
- 대부 일대기 (1992년)
- 비공개 (1991년)
- 디펜스 플레이 (1988년)
- 신나는 개구쟁이 (1978년)
- 영웅들 (1977년)
- 에어포트 77 (1977년)
- 맥아더 (1977년)
- 대부 2 (1974년) - 로코 람폰 역
- 대부 (1972년)
- 토마스 크라운 어페어 (1968년)
- 형사 마디간 (1968년)
- 우리 생애 나날들 (1965년)
- 술과 장미의 나날 (1962년)